# ストレプトデュオシン
ストレプトデュオシン（英：Streptoduocin）はアミノグリコシド系抗生物質である。
ストレプトデュオシンはストレプトマイシンとジヒドロストレプトマイシンの混合物である。